# Мала Путятинка
Мала Путятинка — річка в Україні у Корольовському районі м. Житомира Житомирської області. Ліва притока річки Тетерів (басейн Дніпра).

## Опис
Довжина річки приблизно 2,55 км, найкоротша відстань між витоком і гирлом — 2,14,07  км, коефіцієнт звивистості річки — 1,19 . Формується декількома безіменними струмками та загатами.

## Розташування
Бере початок у Ботанічному саду Житомирського національного університету. Тече переважно на південний схід і на південно-східній стороні від Єврейського кладовища впадає у річку Тетерів, праву притоку Дніпра. В березні 2017 року екологами було виявлено забруднення річки побутовими відходами в районі Ботанічного саду.

## Цікаві факти
- На правому березі річки розташований Пам'ятний Хрест жертвам політичних репресій 1937—1939 років біля Путятинського провулка[3] та Єврейське кладовище[4].
- На правому березі річки на західній стороні на відстані приблизно 755 м пролягає автошлях М21[1] (автомобільний шлях міжнародного значення на території України, Виступовичі — Житомир — Могилів-Подільський — кордон із Молдовою. Проходить територією Житомирської та Вінницької областей. Є частиною європейського маршруту E583 (ділянка Могилів-Подільський — Житомир).).